# Amadora Martínez García
Amadora Martínez García, también conocida como Amada o Rosita (Atalaya de Villar del Saz de Arcas, 4 de julio de 1931-Madrid, 29 de julio de 2015) fue una guerrillera antifranquista miembro de la Agrupación Guerrillera de Levante y Aragón (AGLA) y militante del Partido Comunista de España (PCE).

## Trayectoria
Sus padres eran Matilde García y Nicolás Martínez Rubio. Vivían en una aldea, llamada Atalaya, próxima a Villar del Saz de Arcas, en la serranía de Cuenca. Ambos eran de convicciones republicanas.
Su padre, Nicolás Martínez, era punto de apoyo de la guerrilla de la AGLA y ella y sus hermanas Esperanza, Sole y Angelina, Blanca, también lo fueron. Comenzó a ayudar como enlace colaborando con su hermana mayor Esperanza y Remedios Montero, Celia, que conseguían alimentos y medicinas para los guerrilleros en Cuenca. Ante la presión de la Guardia Civil ingresaron todas en la guerrilla aunque esta estaba ya en su fase final. Los efectivos de la AGLA, dos centenares de hombres mal equipados y alimentados se enfrentaban a la ofensiva del general Manuel Pizarro quien, conocido por su especialización en tácticas de "guerra sucia", implementó métodos como la quema de aldeas y cosechas, ejecuciones por la espalda bajo la llamada "ley de fugas", uso de agentes disfrazados para infiltrar la resistencia y actos de violencia sistemática contra colaboradores y familiares de los guerrilleros, incluyendo detenciones y torturas.
Permaneció en la guerrilla casi dos años. Fue detenida en agosto de 1951 en Yecla  donde, tras abandonar la guerrilla, trabajaba como empleada doméstica.
En 1951 fue trasladada a la cárcel de Alcalá de Henares, donde conoció al guerrillero Miguel Padial Martín, con quien contrajo matrimonio el 21 de mayo de 1960, un año después de salir de la cárcel. En esta cárcel estuvo junto a Remedios Montero y su hermana Esperanza.
Fue socia de la Asociación Archivo, Guerra y Exilio (AGE) desde sus inicios.